# Kirche am Steinhof

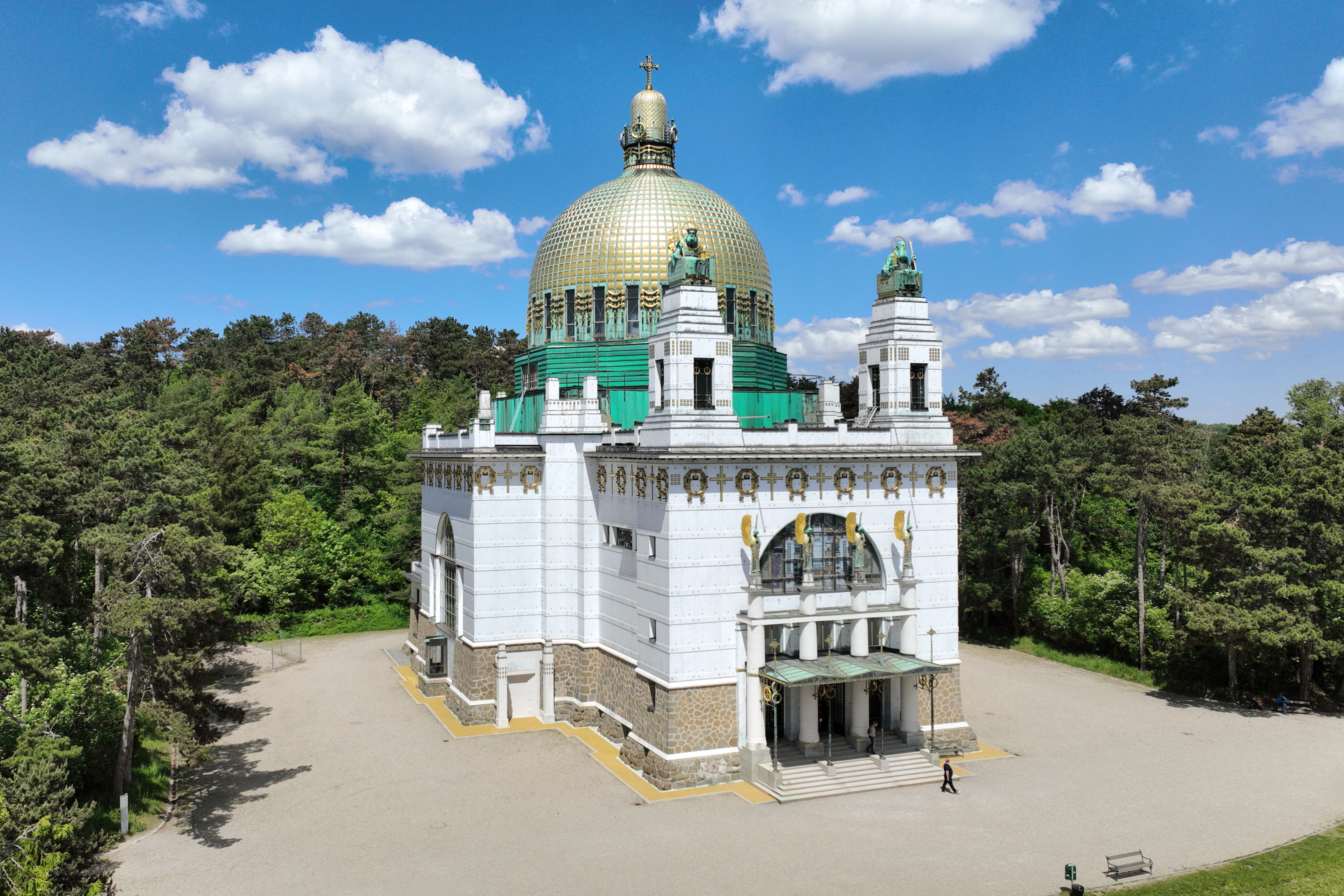
Kirche am Steinhof bzw. Otto-Wagner-Kirche

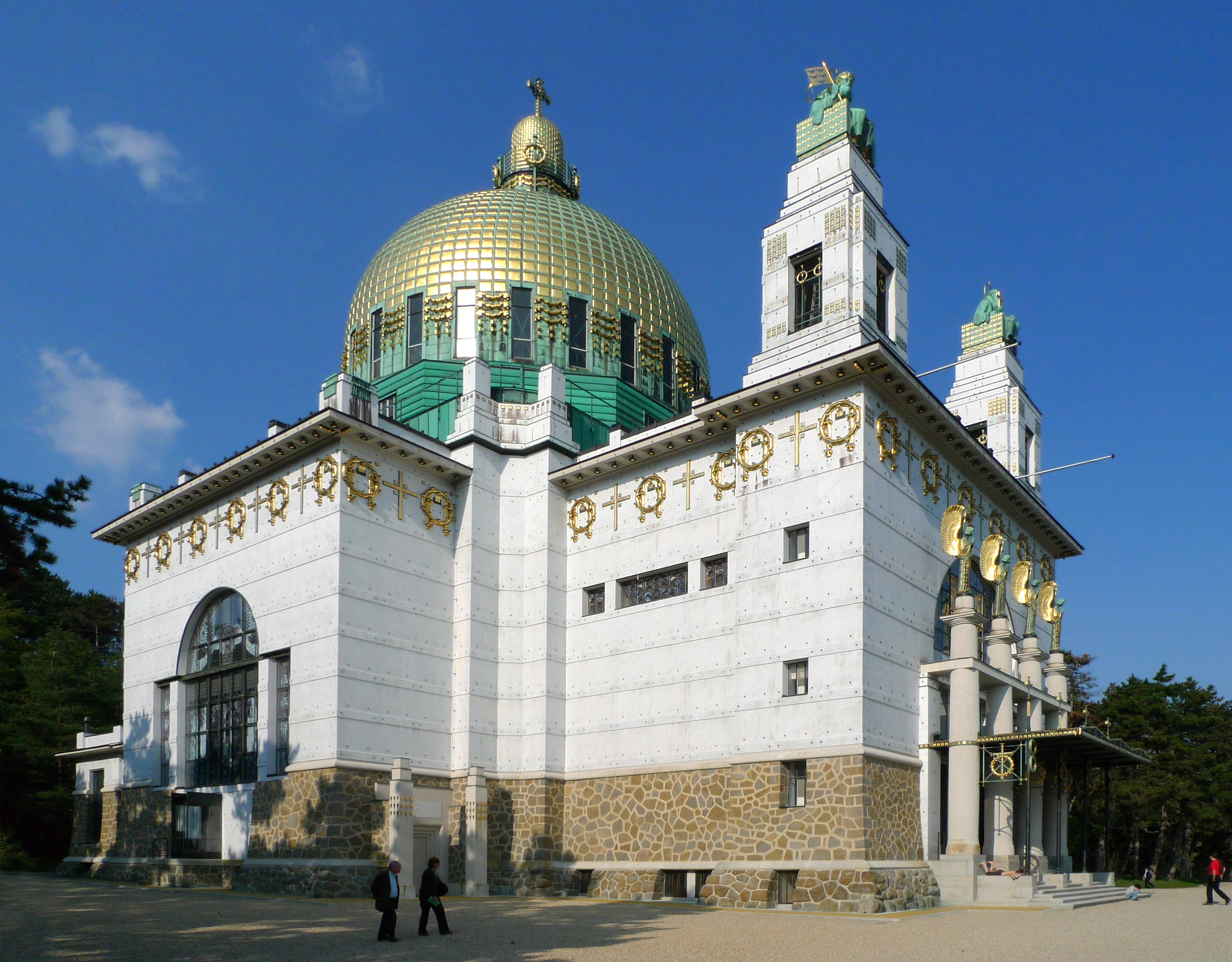
Seitenansicht der Kirche

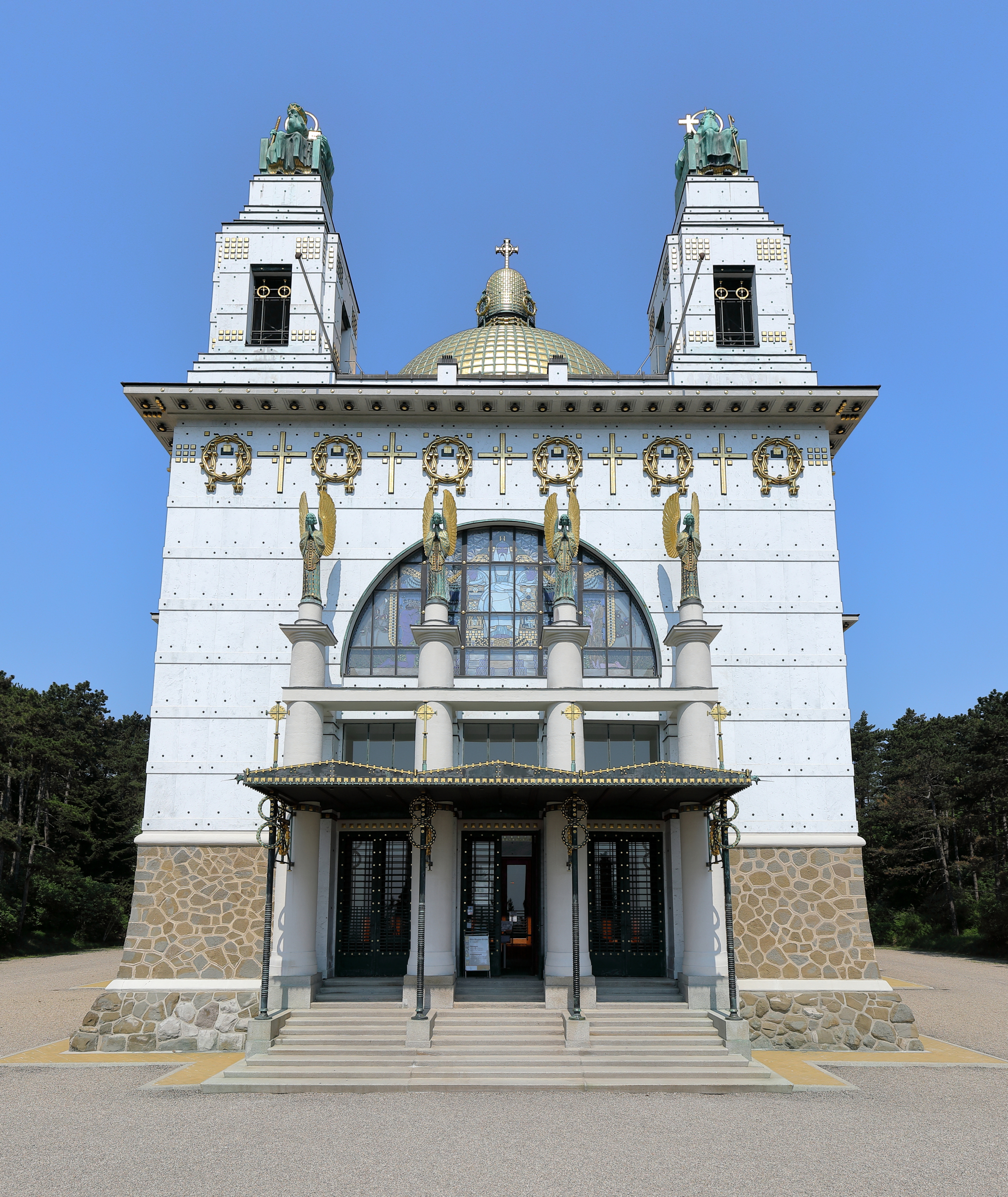
Hauptfassade der Kirche

Die Kirche am Steinhof (auch Kirche zum Heiligen Leopold) wurde von 1904 bis 1907 nach Entwürfen von Otto Wagner erbaut und gilt als eines der bedeutendsten Bauwerke des Wiener Jugendstils. Das römisch-katholische Kirchengebäude befindet sich auf dem Gelände des Sozialmedizinischen Zentrums Baumgartner Höhe im 14. Wiener Gemeindebezirk Penzing, das seit 2020 Teil der Klinik Penzing ist.

## Geschichte
Die Kirche zum Heiligen Leopold, besser bekannt als Kirche am Steinhof oder Otto-Wagner-Kirche am Steinhof, entstand im Zuge der Errichtung der Niederösterreichischen Landes-Heil- und Pflegeanstalt für Nerven- und Geisteskranke Am Steinhof (später Otto-Wagner-Spital, seit 2020 Klinik Penzing) von 1904 bis 1907. Der mit der Planung beauftragte Architekt Otto Wagner hatte dabei zu berücksichtigen, dass es sich um eine Anstaltskirche für psychisch kranke Patienten handelt, und eruierte in Gesprächen mit Ärzten und Pflegepersonal die speziellen Anforderungen an ein derartiges Bauwerk. Ein Arztzimmer, Toiletten und Notausgänge wurden eingeplant, die Kirchenstühle durften wegen Verletzungsgefahr keine scharfen Ecken haben.
Die linken und rechten Bankreihen haben fünf Sitzplätze für die ruhigen Patienten, während die beiden mittleren Sitzreihen für die „unruhigen“ Patienten nur vier Plätze aufweisen, um bei Bedarf den Zugriff auf einzelne Personen zu erleichtern. Wagner, dem bei seinen Projekten die hygienischen Aspekte stets ein großes Anliegen waren, entwarf statt eines gewöhnlichen Weihwasserbeckens eine Variante mit herabtropfendem Weihwasser, um die Gefahr von Infektionen zu verringern. Den Boden konzipierte er zum Altarraum hin abfallend, damit die Patienten in den hinteren Reihen besser nach vorne sehen konnten. Der schräge, mit Wasserablaufrinnen durchzogene Boden und die glatt polierten Marmorplatten an den Wänden erleichterten die Reinigung des Raumes. Außerdem gab es nicht nur für das Pflegepersonal, sondern auch für männliche und weibliche Patienten separate Eingänge, da zur damaligen Zeit in Nervenheilanstalten Geschlechtertrennung vorgeschrieben war. Auf einen Kreuzweg wurde verzichtet, aus Furcht, dass die teilweise gewalttätigen Darstellungen Aggressionen auslösen könnten. Aus Geldmangel wurde die Unterkirche für Protestanten und die Synagoge für Juden nicht mehr realisiert. Ob eine Heizung von Anfang an nicht installiert wurde oder ob sie in späterer Zeit baufällig und daher entfernt wurde, ist heute nicht mehr bekannt.
Am 8. Oktober 1907 wurde die Kirche durch Erzherzog Franz Ferdinand eröffnet. Zwischen dem Erzherzog, der dem Jugendstil nicht sehr zugetan war, und Otto Wagner gab es allerdings schon von Anbeginn gestalterische Meinungsverschiedenheiten, weshalb Wagner in der Eröffnungsrede nicht erwähnt wurde und in weiterer Folge vom Kaiserhaus keine Aufträge mehr bekam. Diese aus sehr unterschiedlichen Anschauungen über Architektur und Ästhetik entstandene Kluft verleitete die Neue Freie Presse in ihrer Ausgabe vom 6. Oktober 1907 zur Frage: „Und ist es nicht eine hübsche Ironie des Schicksals, dass so ziemlich das erste vernünftige sezessionistische Gebäude großen Stils in Wien für die Irrsinnigen gebaut worden ist?“.
Seit 1920, als Wien Bundesland wurde, ist die Kirche im Eigentum der Stadt Wien. Bis in die 1990er-Jahre verfiel das Bauwerk immer mehr.
Nach rund sechsjährigen, umfassenden Renovierungsarbeiten wurde die Kirche am 1. Oktober 2006 wiedereröffnet. Unter anderem wurde die Kuppel unter Verwendung von 2 kg Blattgold neu vergoldet, der Tamboursockel mit künstlich patinierten Kupferblechen erneuert und die Fassade aus Carrara-Marmor vollständig ausgetauscht. Fenster, Mosaike und Figuren wurden sorgfältig gereinigt und restauriert. Volksaltar und Ambo wurden neu errichtet. Der nunmehr in neuem Glanz erstrahlenden und im Westen Wiens weithin sichtbaren goldenen Kuppel, die an eine halbe Zitrone erinnert, verdankt die Baumgartner Höhe, auf der sich die Kirche befindet, ihre Spitznamen Lemoniberg bzw. Limoniberg, Zitronenhügel und Monte la citrone, die mit Zwiebelparlament auch als Euphemismen für das Psychiatrische Krankenhaus dienen. Die Kirche erhielt 2007 drei neue Glocken, die von der Glockengießerei Grassmayr hergestellt wurden.
Seit dem 7. Mai 2022 ist die Kirche ein Standort des Wien Museums und ist von März bis Oktober gegen Eintritt geöffnet – außer Montags. Darüber hinaus finden in der Kirche unregelmäßig Gottesdienste statt.

## Architektur

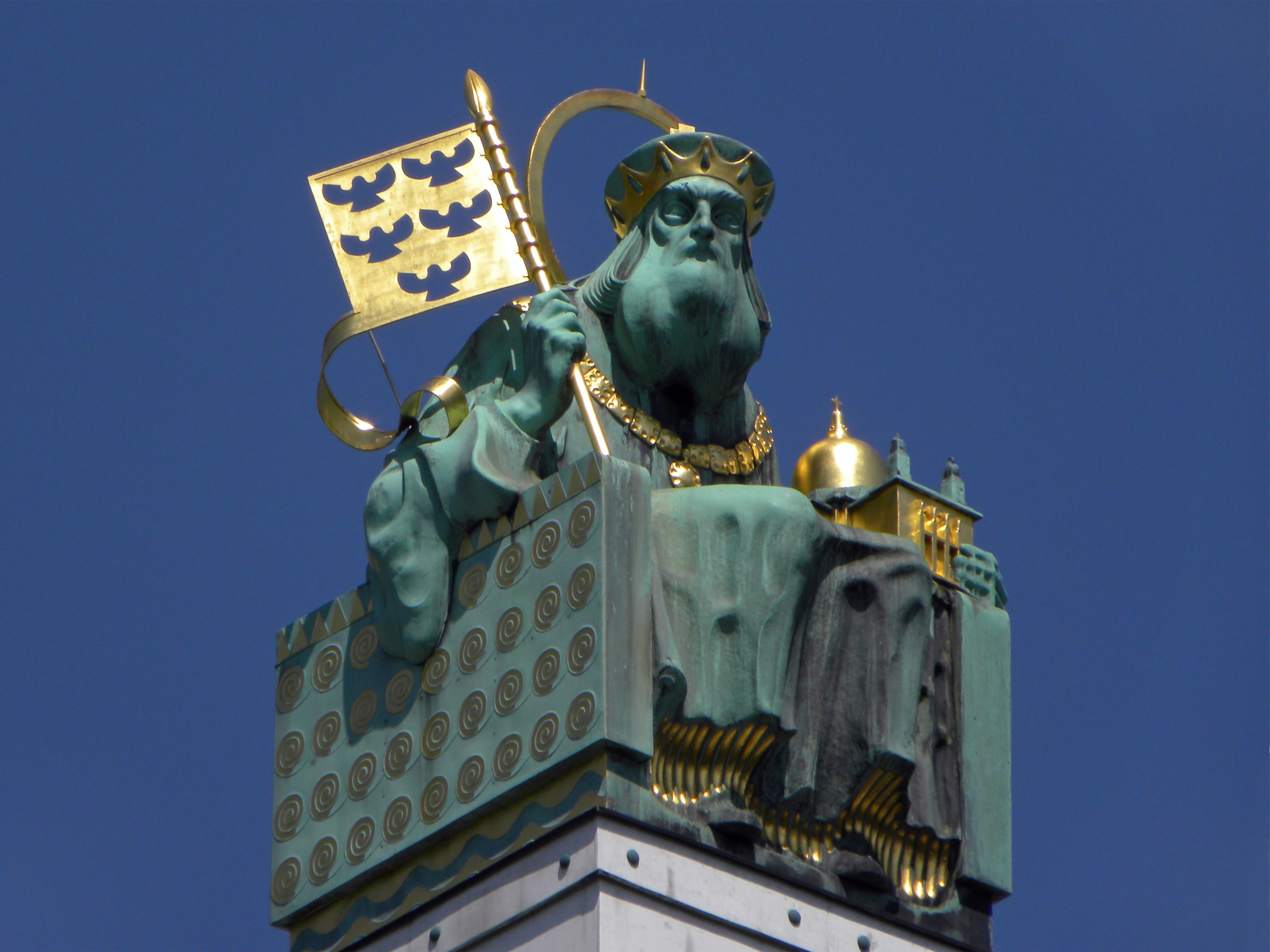
Statue des hl. Leopold

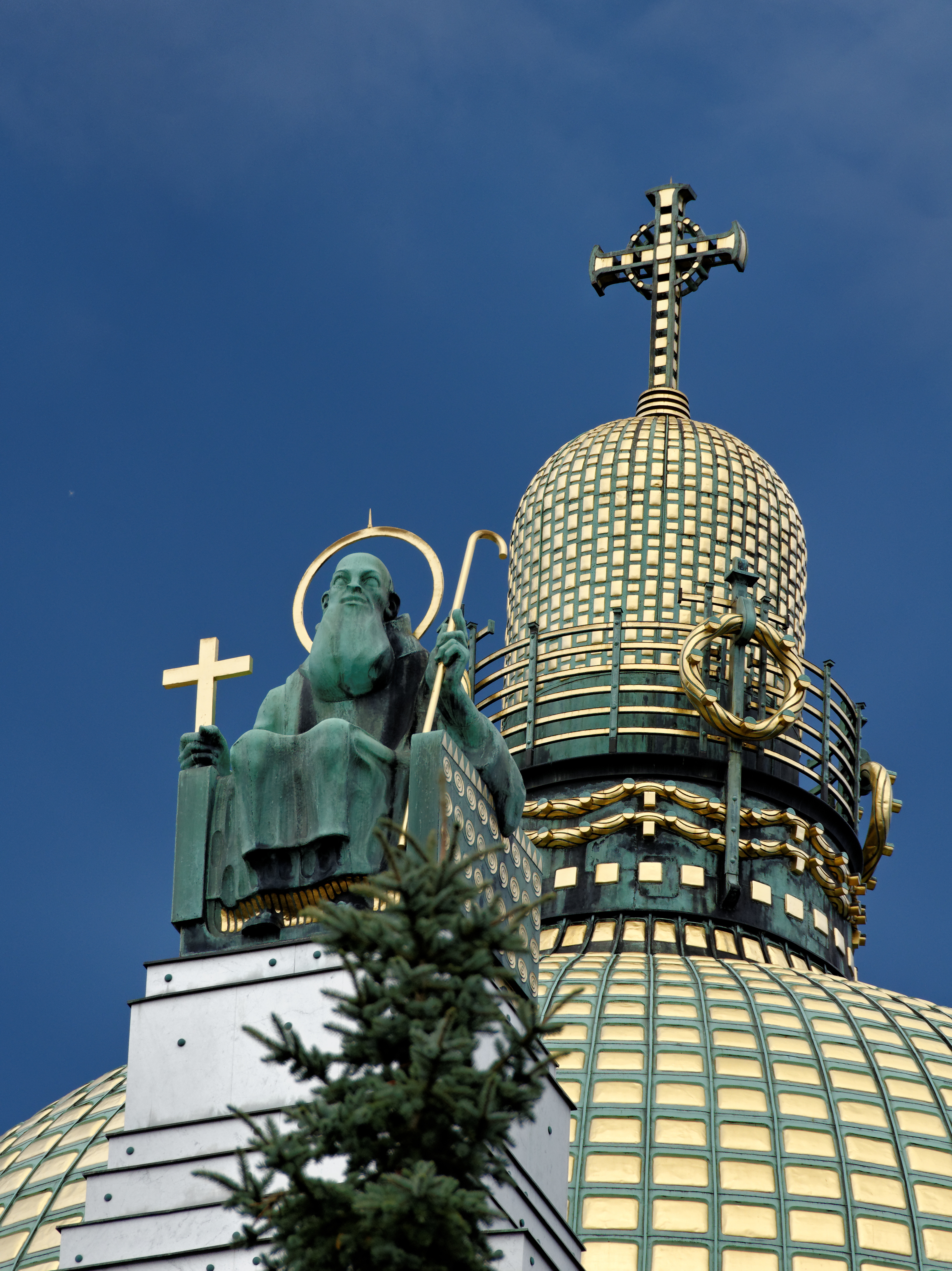
Statue des hl. Severin

Die Kirche am Steinhof ist neben dem Secessionsgebäude eines der Hauptwerke des Jugendstils in Wien und weist gestalterische Parallelen zu der vom Otto-Wagner-Schüler Max Hegele bereits 1899 entworfenen und 1910 fertiggestellten Friedhofskirche zum heiligen Karl Borromäus am Wiener Zentralfriedhof auf.
Eines der markantesten Merkmale der Kirche ist die auf einem byzantinischen Motiv basierende goldene Kuppel, die von einer innen verkleideten Konstruktion getragen wird. Auf den Glockentürmen davor thronen im Westen der hl. Leopold als Patron Niederösterreichs und Wiens und im Osten der Prediger Severin. Die Figuren wurden von Richard Luksch geschaffen. Wie auch die Ausrichtung der Kirche nach Süden anstatt nach Osten stellte die Darstellung der Heiligen sitzend anstatt stehend einen Bruch dar.
Unter dem Gesims befindet sich eine Zierleiste mit Kreuzen und Lorbeerkränzen, die bei Otto-Wagner-Bauten häufig eingearbeitet sind, wie z. B. auch bei der Postsparkasse oder den gusseisernen Stadtbahngeländern. Über dem damals nur zu größeren Feierlichkeiten benutzten Haupteingang stehen vier von Othmar Schimkowitz geschaffene Engelsfiguren mit gesenktem Haupt zum Kirchenplatz. Bei einem Sturm war dem zweiten Engel von rechts der Kopf weggerissen und vom Hausmeister wieder angelötet worden, allerdings mit erhobenem Haupt. Dieser Umstand wurde bei der Sanierung behoben.

## Ausstattung

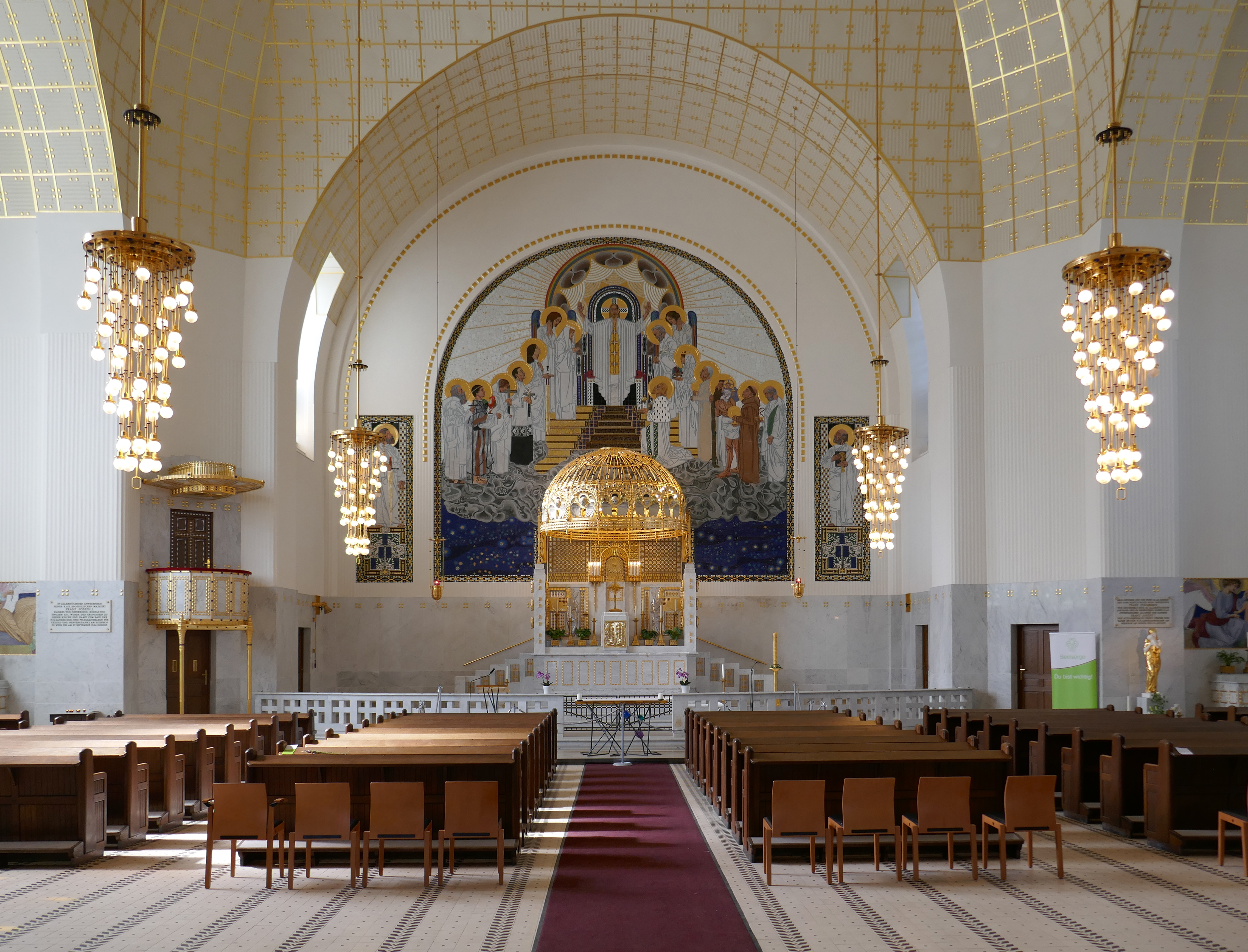
Innenansicht

### Bleiglasfenster

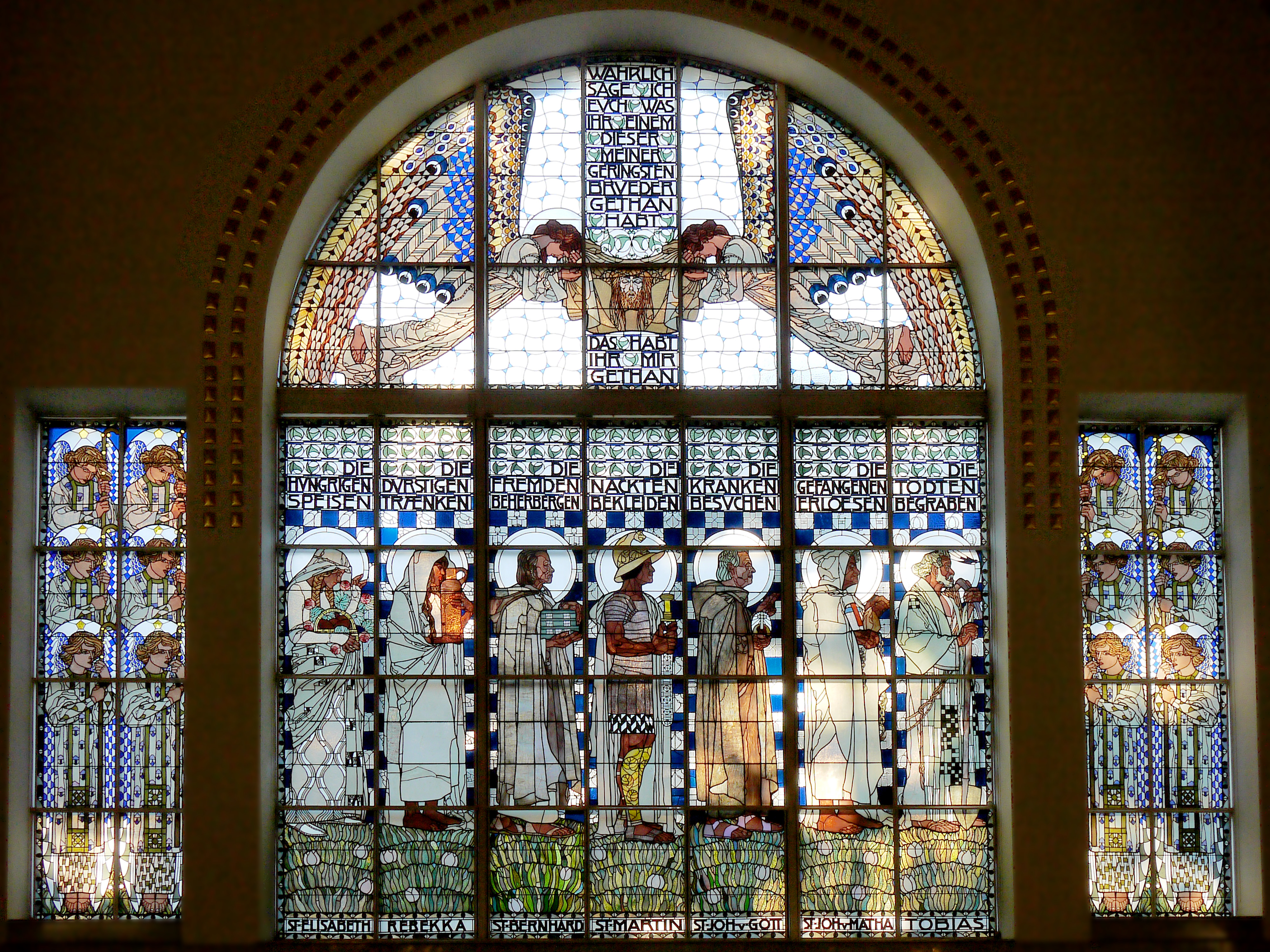
Bleiglasfenster Die leiblichen Tugenden

Die Anordnung der Bleiglasfenster wurde von Otto Wagner so konzipiert, dass der Kircheninnenraum bestmöglich mit Tageslicht durchflutet wird. Die Glasmosaikfenster im Tiffany-Stil wurden von Koloman Moser entworfen und von Leopold Forstner geschaffen. Das westliche Fenster mit dem Sinnspruch „Wahrlich sage ich euch. Was ihr einem dieser meinen geringsten Brüder getan habt das habt ihr mir getan“ zeigt dabei die leiblichen Werke der Barmherzigkeit. Die Engel über den Heiligenfiguren halten demütig das Grabtuch Jesu. Die Ministranten senken bei Betrachtung von unten nach oben das Haupt.
- Hl. Elisabeth mit Rosen: Die Hungrigen speisen
- Hl. Rebekka beim Anbieten des Trankes: Die Durstigen tränken
- St. Bernhard: Die Fremden beherbergen
- Hl. Martin mit dem Schwert zum Teilen des Umhangs: Die Nackten bekleiden
- Johannes von Gott, der Stifter des Ordens der Barmherzigen Brüder: Die Kranken besuchen
- Johannes von Matha, der Gründer des Ordens der Dreieinigkeit: Die Gefangenen erlösen
- Tobias mit einer Schaufel: Die Toten begraben

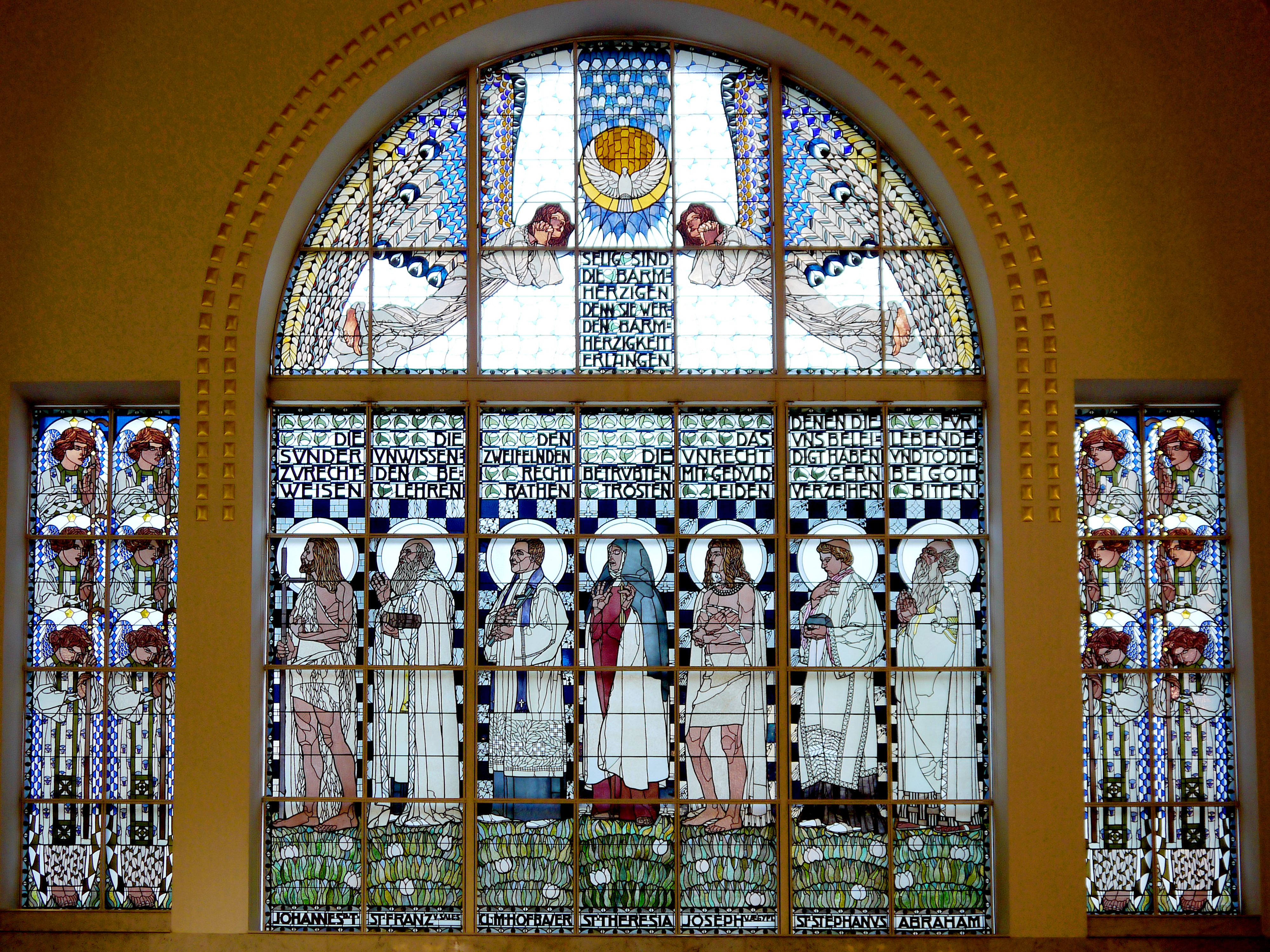
Bleiglasfenster Die geistigen Tugenden

Das östliche Fenster mit dem Sinnspruch „Selig sind die Barmherzigen denn sie werden Barmherzigkeit erlangen“ zeigt die geistlichen Werke der Barmherzigkeit. Die Engel blicken zu einer Taube empor. Die Ministranten erheben das Haupt.
- Johannes der Täufer: Die Sünder zurechtweisen
- Franz von Sales: Die Unwissenden belehren
- Klemens Maria Hofbauer: Den Zweifelnden Recht raten
- Hl. Theresia: Die Betrübten trösten
- Joseph von Ägypten: Das Unrecht mit Geduld leiden
- Stephan: Denen die uns beleidigt haben, gern verzeihen
- Abraham: Für Lebende und Tote bei Gott bitten

Die vier Fenster in der Kuppel zeigen die vier Evangelisten.
Das große Fenster über dem Eingang ist innen durch die Orgel verdeckt, richtet sich aber auch nach außen. Es zeigt Gottvater mit ausgebreiteten Händen über den sechs Schöpfungstagen, er selbst wirft den Blick über das umliegende Land entsprechend der Bibelstelle 1. Moses 31: Gott sah alles an, was er gemacht hatte: Und siehe, es war sehr gut. Flankiert wird er von zwei Engeln sowie Adam und Eva. Die Werkzeichnung wurde auf der Kunstschau Wien 1908 gezeigt.

### Altarbild

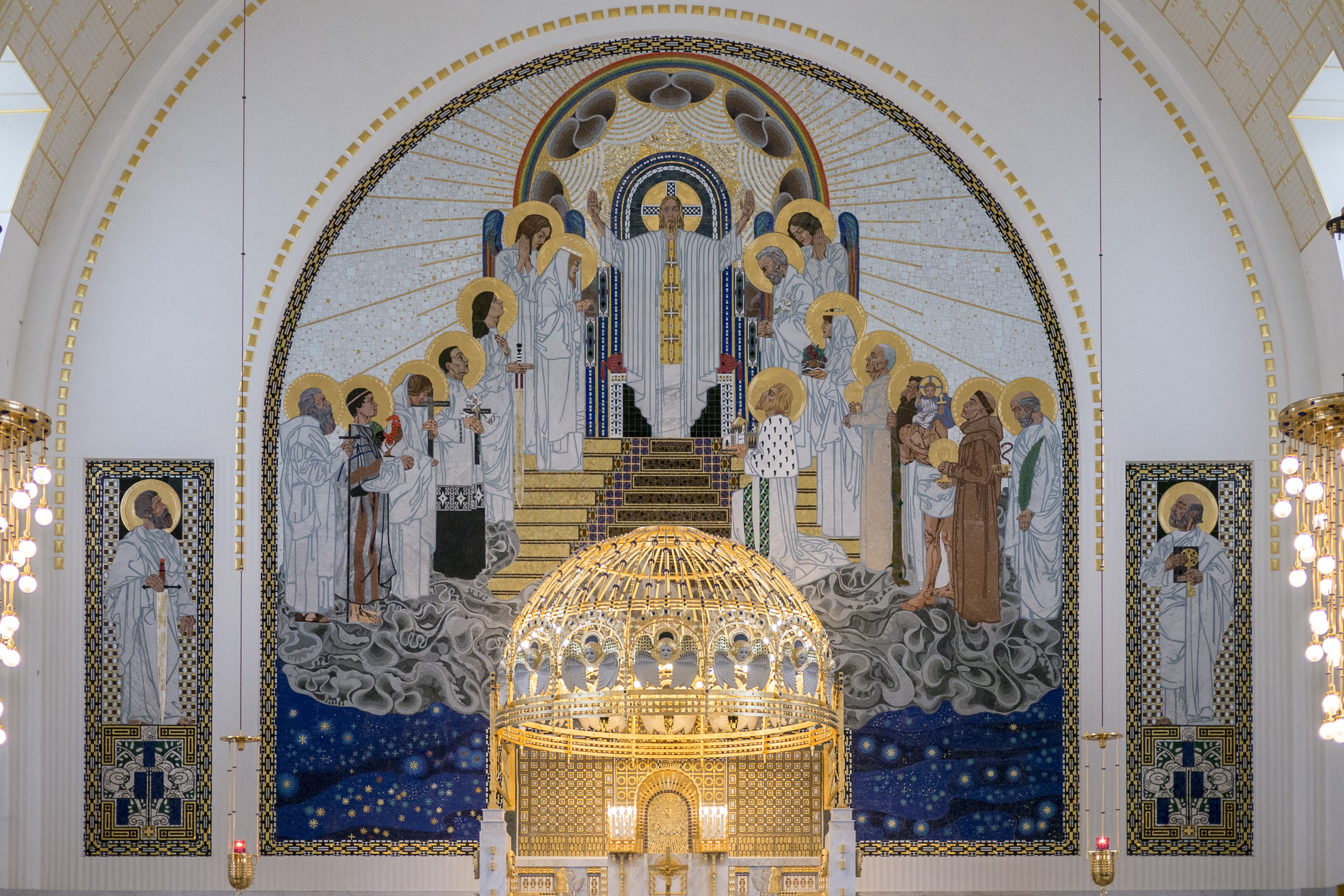
Altarbild-Mosaik von Leopold Forstner

Das Altarbild Die Verheißung des Himmels sollte ursprünglich von Koloman Moser gestaltet werden. Bereits bei den Seitenfenstern war es zu Kritik und Einwänden von Prälat Heinrich Swoboda gekommen, der von der Kirche mit der Oberaufsicht betraut worden war. Als Moser jedoch am 1. Juli 1905 Ditha Mautner Markhof (1883–1969) heiratete und dafür zum Protestantismus konvertierte, wurde ihm der Auftrag trotz Fürsprache von Otto Wagner entzogen. Der zu diesem Zeitpunkt bereits parallel an dem Auftrag arbeitende Carl Ederer legte einen Entwurf vor, der jenem von Moser ähnlich war und in dieser Form auf Drängen Swobodas entstanden ist. Moser bezichtigte Ederer folglich des Plagiierens, woraufhin dieser auf Drängen der anderen Mitglieder der Secession, aus der Moser bereits 1905 ausgetreten war, Klage einreichte. Der Prozess endete mit einem Vergleich und der Entschuldigung Mosers „mit dem Ausdruck lebhaftesten Bedauerns“ über die „Unkenntnis der Umstände“. Bei der Eröffnung der Kirche 1907 konnte somit lediglich der Entwurf von Ederer auf Karton ausgestellt werden. Im Einverständnis mit Moser und Wagner entstand 1910 ein neuerlicher Entwurf von Remigius Geyling, der den Auftrag aber wegen „fehlender Eignung“ 1911 ablegte. Die Ausführung des 84,8 m2 großen und vier Tonnen schweren Mosaiks erfolgte letztendlich durch Leopold Forstner.
Das Altarbild zeigt in der Mitte den segnenden Christus und zwei Engel.
Zu seiner Rechten stehen
- Die Jungfrau Maria
- Hl. Dymphna, Schutzheilige der Geisteskranken
- Hl. Aloisius, der sich um Pestkranke und die würdevolle Beisetzung dieser kümmerte
- Hl. Margaretha, Patronin der Gebärenden und bei allen Wunden, eine der vierzehn Nothelfer
- Hl. Veit, Helfer bei Geisteskrankheiten und Schutzheiliger der Epileptiker, einer der vierzehn Nothelfer
- Severin von Noricum, Schutzpatron von Bayern, der Gefangenen, Winzer und Leineweber sowie für Fruchtbarkeit der Weinstöcke

Zu seiner Linken stehen
- Hl. Josef
- Hl. Elisabeth von Thüringen, Sinnbild tätiger Nächstenliebe
- Hermann der Deutsche, erster Prior eines Dominikanerklosters im deutschsprachigen Raum in Friesach
- Hl. Christophorus, Helfer gegen unvorbereiteten Tod, Schutzheiliger der Reisenden, einer der vierzehn Nothelfer
- Hl. Franz von Assisi, Patron der Armen und der Sozialarbeit. Helfer gegen Kopfschmerzen und die Pest
- Hl. Pantaleon, Patron der Ärzte und Hebammen, einer der vierzehn Nothelfer

Auf den Stufen der Kirche kniet der hl. Leopold und übergibt die Steinhofkirche. Die Figuren seitlich des Altarbilds stellen Paulus mit Schwert und Petrus mit Schlüssel dar. Der Altar wurde nach Entwürfen von Otto Wagner gefertigt. Die Mosaiken der Seitenaltäre stammen von Rudolf Jettmar. Das rechte zeigt die Verkündigung Marias, das linke den Erzengel Gabriel. Die Beichtstühle wurden von der Wiener Werkstätte gefertigt.

### Volksaltar und Ambo

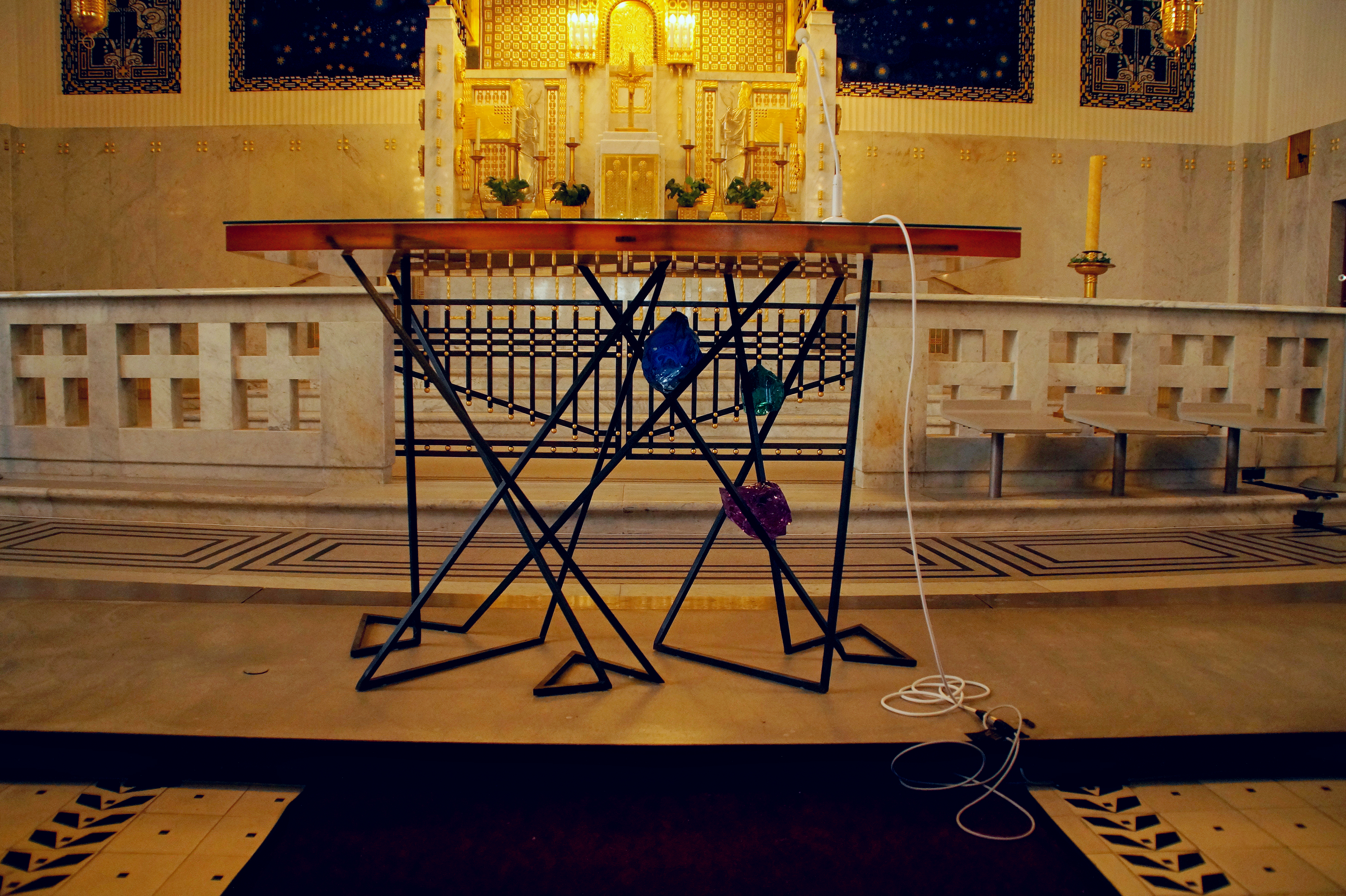
Volksaltar

Volksaltar und Ambo, die aufgrund der Liturgiereform im Zweiten Vatikanischen Konzil für die Neueröffnung 2006 erforderlich waren, wurden von Dieter Henke und Marta Schreieck gestaltet. Dabei waren strenge Auflagen des Bundesdenkmalamtes und der Erzdiözese einzuhalten, die zum einen vorgaben, dass die neuen Objekte keine Nachahmungen der bestehenden Jugendstilelemente sein sollten und dass sie ohne Schaden wieder zu entfernen sein müssen. Die beiden Objekte bestehen aus einem Podest aus Terrazzoestrich, auf dem eine filigrane Konstruktion aus Metallstäben die Kunstharzplatten von Altar und Ambo tragen. Beim Altar sind drei Glassteine aus Swarovskiglas in den Farben Rot, Grün und Blau in das Gestänge integriert.

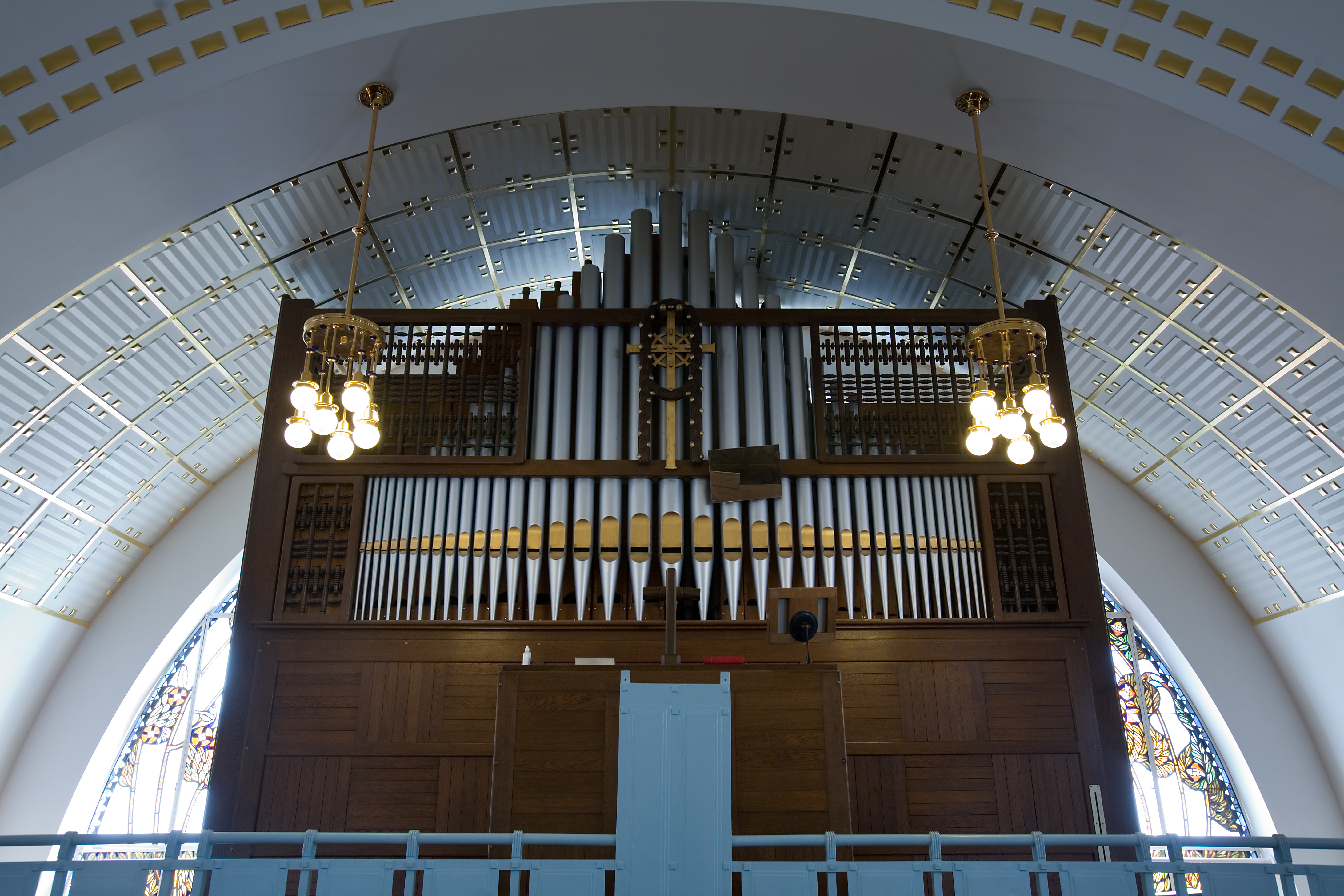
Swoboda-Orgel

Durch diese Konstruktion ergaben sich liturgische Probleme, da ein Altar einerseits aus Stein gefertigt sein muss und andererseits unverrückbar in der Kirche stehen muss. Das wurde dadurch umgangen, dass der Altar nicht geweiht, sondern gesegnet wurde, was möglich ist, da er keine Reliquien eines Heiligen enthält und die Kirche auch keine Pfarrkirche ist.

### Orgel
Die Orgel in der Kirche am Steinhof wurde von Franz Josef Swoboda erbaut und 1907 eingeweiht. Die elf Register sind auf zwei Manuale (I.: 5, II.: 3) und Pedal (3) verteilt.